# Chapter 5: Letter
《Chapter 5》는 대한민국의 음악 그룹 god의 다섯 번째 정규앨범이다. god는 2002년 7월에 시작한 '100일간의 휴먼 콘서트'를 진행 중이었다.
2004년에 멤버 윤계상이 연기 활동 등을 이유로 팀을 탈퇴하면서 2014년에 복귀하여 다시 활동하기 전까지, 이 앨범은 그가 참여한 마지막 작품이 되었다. 이 후 god는 멤버 보충없이 4인조로 활동한다.

## 수록곡
| #            | 제목                          | 작사                    | 작곡           | 편곡  | 재생 시간 |
| ------------ | ----------------------------- | ----------------------- | -------------- | ----- | --------- |
| 1.           | 〈이렇게 또〉                 | 박진영                  | 박진영         | 0:57  |           |
| 2.           | 〈편지〉                      | 박진영                  | 박진영         | 4:11  |           |
| 3.           | 〈Report to the Dance Floor〉 | 박진영                  | 박진영, 배진렬 | 3:21  |           |
| 4.           | 〈기회를 줘〉                 | 박진영                  | 박진영, 배진렬 | 4:30  |           |
| 5.           | 〈요즘〉                      | 전승우                  | 전승우         | 4:15  |           |
| 6.           | 〈사랑이야기〉                | 데니 안                 | 데니 안        | 3:46  |           |
| 7.           | 〈0%〉                        | 박진영                  | 방시혁         | 3:49  |           |
| 8.           | 〈걸어선 안되는 전화〉        | 박진영                  | 방시혁         | 5:05  |           |
| 9.           | 〈사랑? 사랑!〉               | 김태우, 데니안(랩 가사) | 김태우         | 3:16  |           |
| 10.          | 〈더듬고 있어〉               | 박진영                  | 박진영, 배진렬 | 3:55  |           |
| 11.          | 〈눈치 없는 눈물〉            | 양재선, 데니안          | 이규태         | 3:51  |           |
| 12.          | 〈우리〉                      | 손호영, 데니안(랩 가사) | 손호영         | 3:58  |           |
| 13.          | 〈5집을 내며〉                | god                     | 박진영         | 2:09  |           |
| 총 재생 시간 | 총 재생 시간                  | 총 재생 시간            | 총 재생 시간   | 47:01 |           |

## 참여
이 목록은 해당 앨범의 부클릿 〈Staff〉목록에서 발췌하였다.
| god - 박준형 - 래퍼 - 윤계상 - 보컬 - 데니 안 - 래퍼 - 손호영 - 보컬 - 김태우 - 보컬 세션 - 배정은 - 건반 악기(2) - 이현승 - 건반 악기(4, 7, 12), 컴퓨터 프로그래밍(6) - 박용준 - 건반 악기(6), 피아노(4, 7), 현악 편곡(12) - 함춘호 - 기타(4, 7) - Sam Lee - 기타(3, 6) - 홍준호 - 기타(5) - 김순인 - 기타(12), 컴퓨터 프로그래밍(12) - 신현권 - 베이스 기타(4, 7) - 배진렬 - 피아노(8, 9, 11, 13) - 김현아 - 피쳐링(9), (4, 7, 8) - 강경현 - 나레이션(10, 11) - 이은준 - 비트박스(1) - 전승우 - 코러스(3~7, 9~12) - 김효수 - 코러스(8) - 노래친구들 - 코러스(12) | 스탭 - 정훈탁, 정해익 - 프로듀서 - 싸이더스HQ - 이그제큐티브 프로듀서 - 박필원 - 공동 프로듀서 - 박진영 - 음악 프로듀서, 건반 악기, 코러스(2) - god - rhdehd dmadkr vmfhebtj - 방시혁 - 공동 음악 프로듀서, 건반 악기, 기타(10), 컴퓨터 프로그래밍 - 김순인/김찬석(싸이더스 HQ 스튜디오), 안유진(JYP 엔터테인먼트 스튜디오), 유재경/박경준/오성근/김철순/김경환(T 스튜디오) - 녹음 - Gene Grimaldi(Oasis Mastering Studio) - 마스터링 - 성지훈(드림 팩토리 스튜디오) - 믹싱(1, 3, 4~11, 13) - 장지복 - 보조 기술 - 이진원(Bay 스튜디오) - 믹싱(5) - 박준형 - 보조 기술(3) - 고승욱(Booming 스튜디오) - 믹싱(12) - 최영희 - 보조 기술 - Bookr T. Jones - 믹싱(2) - 김찬석 - 컴퓨터 프로그래밍(4) - 신웅준 - 컴퓨터 프로그래밍(7) - 박성준, 오준, 최창규, 이진성 - 매니저 - Andy Yoo(유재덕) - 스타일 디렉터 - 김은진, 권성진, 이현하, 박정희, 하경미, 정기화 - 스타일리스트 - 안성진 - 사진 - 김지연 - 아트 디렉터, 디자인 - 이경진, 이유진 - 세트 아트 디렉터 - 명진아트 - 인쇄 |